# مصطفى أبو علي
مصطفى أبو علي (1940 - 30 يوليو 2009) هو مخرج سينمائي فلسطيني، يعتبره العديدون «مؤسس سينما الثورة الفلسطينية» إذ شارك بتأسيس وحدة السينما التابعة لقسم التصوير الفوتوغرافي في فتح عام 1968 كما شغل منصب رئيس مؤسسة السينما الفلسطينية في بيروت ما بين 1971 - 1980. عام 1984 أسس ورئس مؤسسة بيسان للسينما في عمان.

## حياته

### النشأة
ولد مصطفي أبو علي في قرية المالحة قضاء القدس عام 1940. عام 1948، إثر مجزرة دير ياسين، لجأ وعائلته إلى بيت جالا حيث أقاموا أسبوعين انتقلوا بعدها إلى بيت لحم وعاشوا فيها حتى عام 1952 حين وجد والده عملا في عمّان فانتقلوا إليها. بعد إنهائه دراسته الثانوية توجه عام 1958 إلى بيروت حيث درس موضوع الصحة العامة في الجامعة الأميركية لمدة عام واحد انتقل بعدها إلى السعودية ليعمل في شركة أرامكو، عام 1961 رحل إلى الولايات المتحدة الأمريكية بعد حصوله على منحة لدراسة الهندسة في جامعة بيركلي فدرس الموضوع لمدة ثلاث سنوات ونصف لكنه ترك دراسة الهندسة ليلتحق بالمعهد الموسيقي للمحترفين في سان فرانسيسكو الذي درس فيه لمدة عام قبل أن يتركه لعدم إمكانيته سداد تكاليف التعليم. عام 1966 حصل على منحة من وزارة الإعلام الأردنية لدراسة السينما في مدرسة لندن لتقنيّات الفيلم في بريطانيا وتخرج منها عام 1967 عام 1968 وبفضل علاقاتها مع قيادات فتح نجحت بمشاركة مصطفى أبو علي وهاني جوهرية بتأسيس قسم التصوير الفوتوغرافي التابع لحركة فتح وكان مقره في عمان. كان هدف قسم التصوير الرسمي، كما صاغه أحد قياديي فتح، توثيق الأحداث المتعلقة بالثورة الفلسطينية وتقديم الخدمات للصحافة، وقد اعتبر أنه من المبكر لأوانه البدء بالتصوير السينمائي. رغم ذلك فقد كان مصطفى أبو علي يستعير من مكان عمله كاميرا 16 ملم وأفلام تصوير ليقوم هو وهاني جوهرية بتوثيق الأحداث من اجتماعات ومظاهرات ونشاطات اجتماعية وسياسية، وبذلك بدأت وحدة السينما داخل قسم التصوير وقد أعيد تسمية هذه الوحدة لاحقا بوحدة أفلام فلسطين.
عام 1969 قام مصطفى أبو علي وهاني جوهرية بتصوير مظاهرات الفلسطينيين في الأردن المعارضة لمبادرة روجرز وقاما بتسجيل مقابلات مع بعض المتظاهرين ومعارضي المبادرة. بعد تجميع المواد ووضع الإطار العام للفكرة تمت الاستعانة بصلاح أبو هنود في الإخراج. وكانت النتيجة فيلم "لا للحل السلمي" وهو فيلم تسجيلي مدته 20 دقيقة يعتبر أول أفلام الثورة الفلسطينية السينمائية. ينسب هذا الفيلم عادة إلى مصطفى أبو علي إلا أنه في الحقيقة عمل مشترك مع هاني جوهرية وصلاح أبو هنود وآخرون.
عام 1970 جاء إلى الأردن المخرج الفرنسي البارز جان-لوك غودار تحت رعاية منظمة فتح لتصوير فيلم بعنوان "حتى النصر" فزار مخيمات اللاجئين وصور فيها كما التقى بعدد من السينمائيين الفلسطينيين ومن ضمنهم مصطفى أبو علي الذي رافقه وساعده في التصوير. بعد مغادرة غودار بعدة أشهر اندلعت أحداث أيلول الأسود ولم يكمل غودار فيلمه لكنه استخدم غودار هذه المواد لاحقا في فيلمه من هنا وهناك الذي أنتج عام 1976.
خلال أيلول الأسود قام الثنائي مصطفى أبو علي وهاني جوهرية بتصوير الأحداث وقد اضطر إثرها العديد ممن كانت لهم علاقة بمنظمة التحرير الفلسطينية إلى مغادرة الأردن إلى لبنان وكان مصطفى أبو علي من بينهم. بسبب منع السلطات الأردنية الفلسطينيين نقل المواد المصورة من حدودها، قام ياسر عرفات بنفسه بنقل المواد إلى القاهرة حيث عرضت مقاطع منها في قمة جامعة الدول العربية الاستثنائية حول أحداث أيلول الأسود. وفي عام 1971 قام مصطفى أبو علي باستخدام هذه المواد لإخراج فيلمه "بالروح بالدم".

### في بيروت
في بيروت ساهم بتأسيس جماعة السينما الفلسطينية التي انضمت لمركز الأبحاث الفلسطيني وقد أنتجت هذه المجموعة فيلما واحدا هو مشاهد من الاحتلال في غزة عام 1973 من إخراج مصطفى أبو علي قبل أن تتفكك الجماعة في ذلك العام. لكن مصطفى أبو علي استمر بالعمل في إطار مؤسسة السينما الفلسطينية التابعة للإعلام الموحد لمنظمة التحرير الفلسطينية، وقد شغل منصب رئيس هذه المؤسسة حتى عام 1980.
رغم إخراجه الأفلام الوثائقية إلا أنه قرر محاولة إخراج فيلم روائي وكتب سيناريو للفيلم مستوحى من حياة رشاد أبو شاور واتفق على تمويله مع حكومة الجزائر إلا أن التجربة لم تتم بسبب اعتراض قيادة م.ت.ف.؛ وبعدها أراد تحويل رواية إميل حبيبي المتشائل إلى فيلم وكتب له سيناريو والتقى مع إميل حبيبي في تشيكوسلوفاكيا وعرض عليه السيناريو لكن الاجتياح الإسرائيلي للبنان عام 1982 أوقف المشروع.

### الخروج من لبنان
بعد خروج منظمة التحرير الفلسطينية من لبنان عام 1982 انتقل إلى سوريا حيث قضى ستة أشهر حتى منحته السلطات الأردنية تأشيرة دخول إلى أراضيها. في الأردن أسس عام 1984 مؤسسة بيسان للسينما التي شغل رئاسته. وبعد اتفاقيات أوسلو عاد إلى الأراضي الفلسطينية وقام عام 2004 بإعادة تأسيس جماعة السينما الفلسطينية.

## وفاته
توفي يوم الجمعة 30 يوليو 2009 بعد أقل من يوم من خروجه من مستشفى المطلع في القدس، حيث عولج بسبب إصابته بسرطان المريء. وكان المفروض أن يغادر إلى عمّان لإكمال علاجه. تم تشييع جثمانه من مقر وزارة الثقافة برام الله، وتمت الصلاة عليه في مسجد جمال عبد الناصر في البيرة.

## أعماله

### أفلام[8]
- الحق الفلسطيني (1967)
- لا للحل السلمي (1969) بالاشتراك مع هاني جوهرية وصلاح أبو هنود
- بالروح بالدم (1971)
- العرقوب (1972)
- عدوان صهيوني (1973)
- مشاهد من الاحتلال في غزة (1973)
- على طريق النصر (1974)
- ليس لهم وجود (1974)
- تل الزعتر (1977) بالاشتراك مع جان شمعون وبينو أدريانو؛ موسيقى مصطفى الكرد[11]
- فلسطين في العين (1977)

### كتب
- السينما الفلسطينية (1975) بالاشتراك مع حسان أبو غنيمة.[12][13]

## روابط خارجية
- مصطفى أبو علي على موقع IMDb (الإنجليزية)
- مصطفى أبو علي على موقع قاعدة بيانات الفيلم (الإنجليزية)